# Mór
Mór (Duits: Moor) is een stad in Hongarije in het comitaat Fejér. De stad ligt in een laagte tussen de gebergten Bakony en Vértes, op 40 km noordoostelijk van het Balatonmeer, ongeveer 70 km ten zuidwesten van Boedapest en 29 km ten noordwesten van Székesfehérvár.
Mór heeft uitgestrekte heuvelwijngaarden in de buurt en is bekend door zijn goede droge witte wijn, de Ezerjó (= duizendmaal goed).
Mór (tot 1902: Moór) heeft sinds 1984 stadsrechten. Het werd in dat jaar de 100e stad van Hongarije.
Mór kwam na 1688 tot ontwikkeling, nadat de Turken door de Habsburgse Oostenrijkers verdreven waren. Duitse immigranten zouden er een belangrijke rol gaan spelen. Een van hun nazaten was Sándor Wekerle, die in 1848 in Mór werd geboren en in 1892 de eerste niet-adellijke minister-president van Hongarije werd.
Volgens een uitzending van Teleac (Dieren schrijven geschiedenis, de Sprinkhaan) is Mór oorzakelijk geweest voor het stoppen van de Europese sprinkhanenplagen. Tijdens de lange Turkse bezetting werden er bossen geplant. Bossen beletten sprinkhanen eieren te leggen en zich te vermenigvuldigen. Hierdoor is er een eind gekomen aan de Zuid-Europese "sprinkhanen-route".
Zie ook Badacsony.

## Geboren
- Franz Philipp von Lamberg (1791-1848), Oostenrijks militair